# Riquevalbrücke

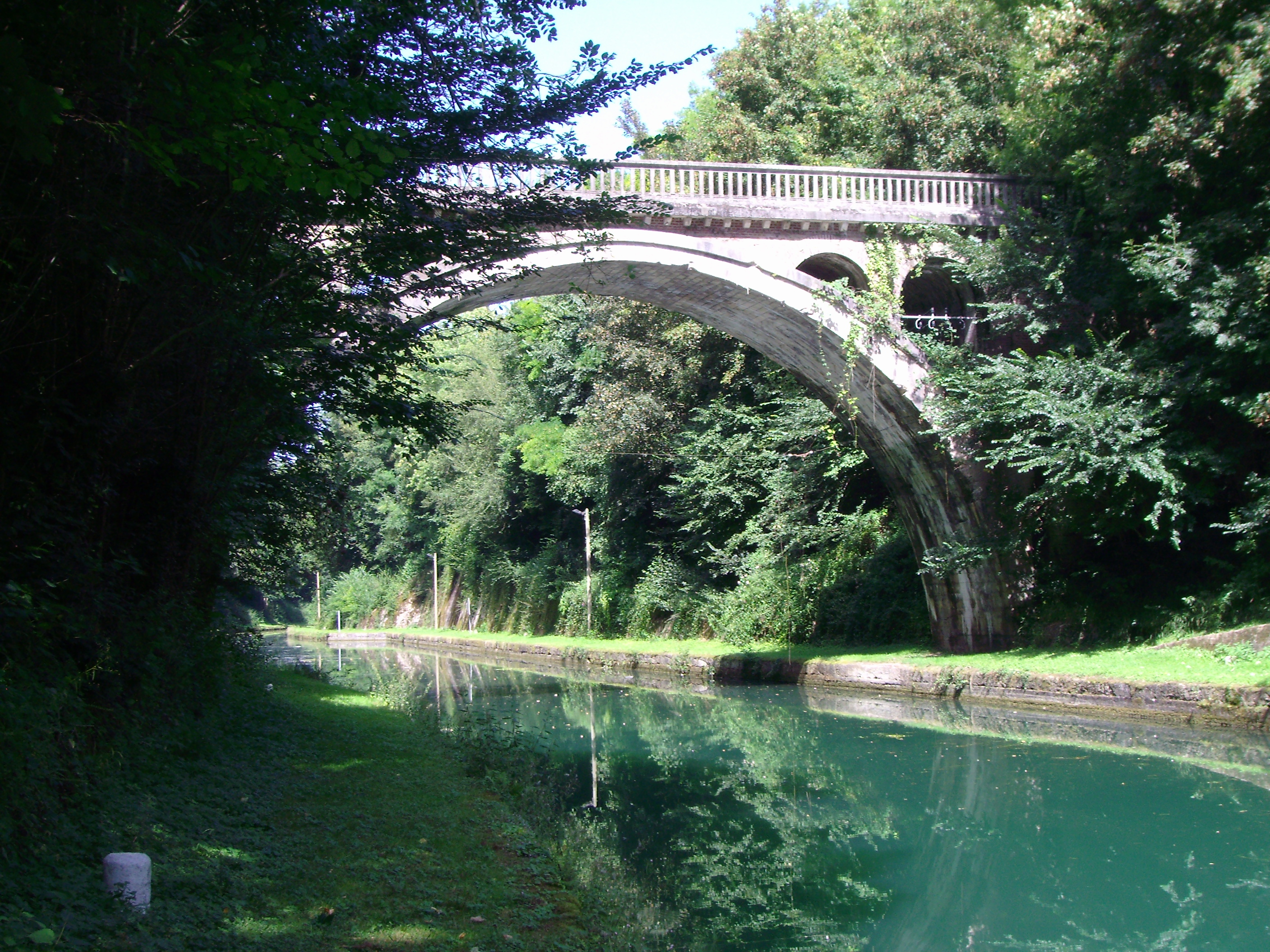
Die Riquevalbrücke im August 2010

Die Riquevalbrücke (franz. Pont de Riqueval engl. Riqueval Bridge) ist eine Kanalbrücke in der Picardie im Département Aisne. Sie befindet sich genau mittig (ca. 2,5 km) zwischen dem nördlichen Bellicourt und südlichen Bellenglise und wurde bekannt, als sie in der Schlacht am Saint-Quentin-Kanal am 29. September 1918 unzerstört durch einen Handstreich in die Hände der Alliierten fiel.

## Beschreibung
Die Riquevalbrücke überspannt den Canal de Saint-Quentin 12 Kilometer nördlich von Saint-Quentin. Ca. 1,3 Kilometer weiter nördlich befindet sich der Riquevaltunnel, der den Kanal unter dem Dorf Bellicourt hindurchführt. Die einspurige Straßenbrücke ist zirka 30 Meter lang und ist die ehemalige Verlängerung der D 932 in Richtung Vermand, die – weniger als 100 Meter entfernt – auf die N 44 mündet. Sie wurde zusammen mit dem Kanal 1810 eröffnet. Heute hat die Brücke die Bedeutung eines Feldwirtschaftsweges.

## Kampfhandlungen an der Brücke
Am 29. September 1918 um 5:50 Uhr griffen die australischen Korps, diesmal mit Unterstützung von zwei amerikanischen Divisionen aus dem amerikanischen II. Korps (der 27. und 30. US-Division), die von etwa 150 Panzern der 4. und 5. Panzer-Brigaden unterstützt wurden, zwischen Cambrai und Saint-Quentin (genauer: zwischen Bellicourt und Bellenglise) an, da hier die Nahtstelle zwischen der südlich stehendem 18. Armee und der 2. Armee verlief. Unterstützt wurde dieses Vorgehen im Süden durch die französische 1. Armee und im Norden durch die 46. Division der britischen Armee. Trotz dieser latenten Gefahr wurde die Brücke noch nicht gesprengt, weil sie zur Versorgung der westlich vom Kanal gelegenen Truppen benötigt wurde. Deutsche Pioniere hatten bereits Sprengladungen an der Brücke angebracht. Der Kanal und der Tunnel waren in die stark ausgebaute Siegfriedstellung einbezogen, die, nach damaligen Maßstäben, nur schwer zu erobern war.
Zum Angriffszeitpunkt herrschte dichter Nebel (der wahrscheinlich auch von Nebelgranaten der Angreifer herrührte), der für die Verteidiger die Lage unübersichtlich machte. Die Gunst des Augenblicks machte sich Captain A. H. Charlton mit dem 6. Bataillon der 137. Brigade North Staffords zunutze. Mit einer kleinen Schar, die neun Mann umfasst haben soll, überrumpelte er die Wachen und entfernte den Sprengstoff von der Brücke. Nach signalisiertem Erfolg folgte diesen ab 8:30 Uhr die 137. Brigade (zur 46. Division gehörend). Sie überrannten die westlichen Stellungen und gelangten im Laufe des Tages über den Kanal. Die mangelnde Kampfmoral soll sich bei den deutschen Truppen schon dadurch gezeigt haben, dass der überwiegende Teil der 2000 Deutschen die Gefangennahme der Flucht vorgezogen haben soll. Das berühmt gewordene Foto der Riquevalbrücke wurde am 2. Oktober 1918 gemacht. Die Brücke, die seit dieser Zeit kaum verändert worden ist, ist auch heute noch in Betrieb.

## Trivia
In der englischen Geschichtsauffassung ist die Eroberung der Brücke gleichbedeutend mit dem Ein- bzw. Durchbruch durch die Siegfriedstellung; ein Wende- und Endpunkt des Krieges. König Georg V. hat die Brücke daher besucht und mit Captain A. H. Charlton am 2. Dezember 1918 überquert.
Ernst Jünger beschreibt in seinem Buch: In Stahlgewittern zwar nicht die Brücke, aber den Bauernhof unweit der Brücke, als „Riqueval-Ferme“. Heute befindet sich das Gehöft in unmittelbarer Nähe des Kettenschiffs-Museums (Musée du Touage).

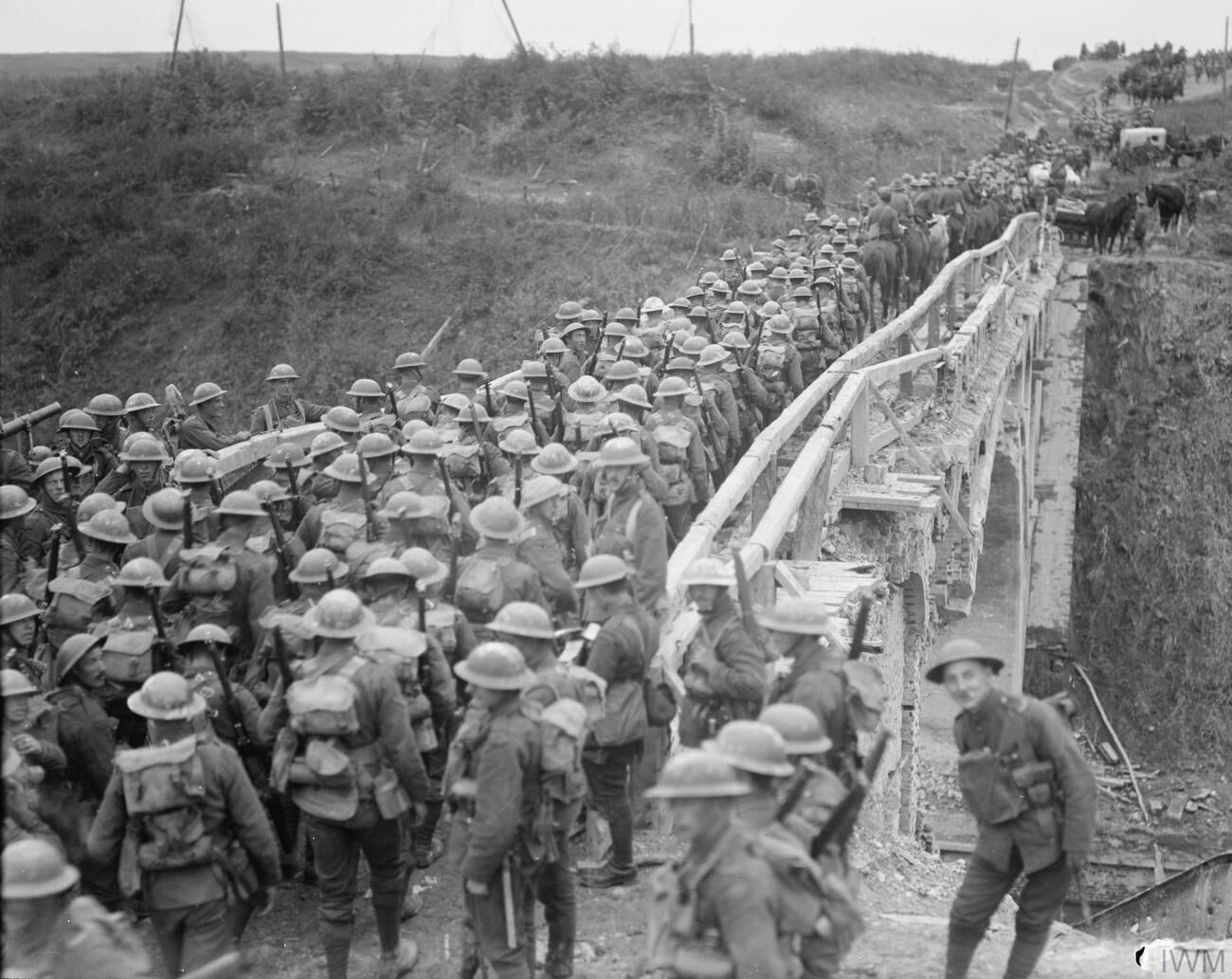
Englische Truppen überqueren die Brücke am 2. Oktober 1918
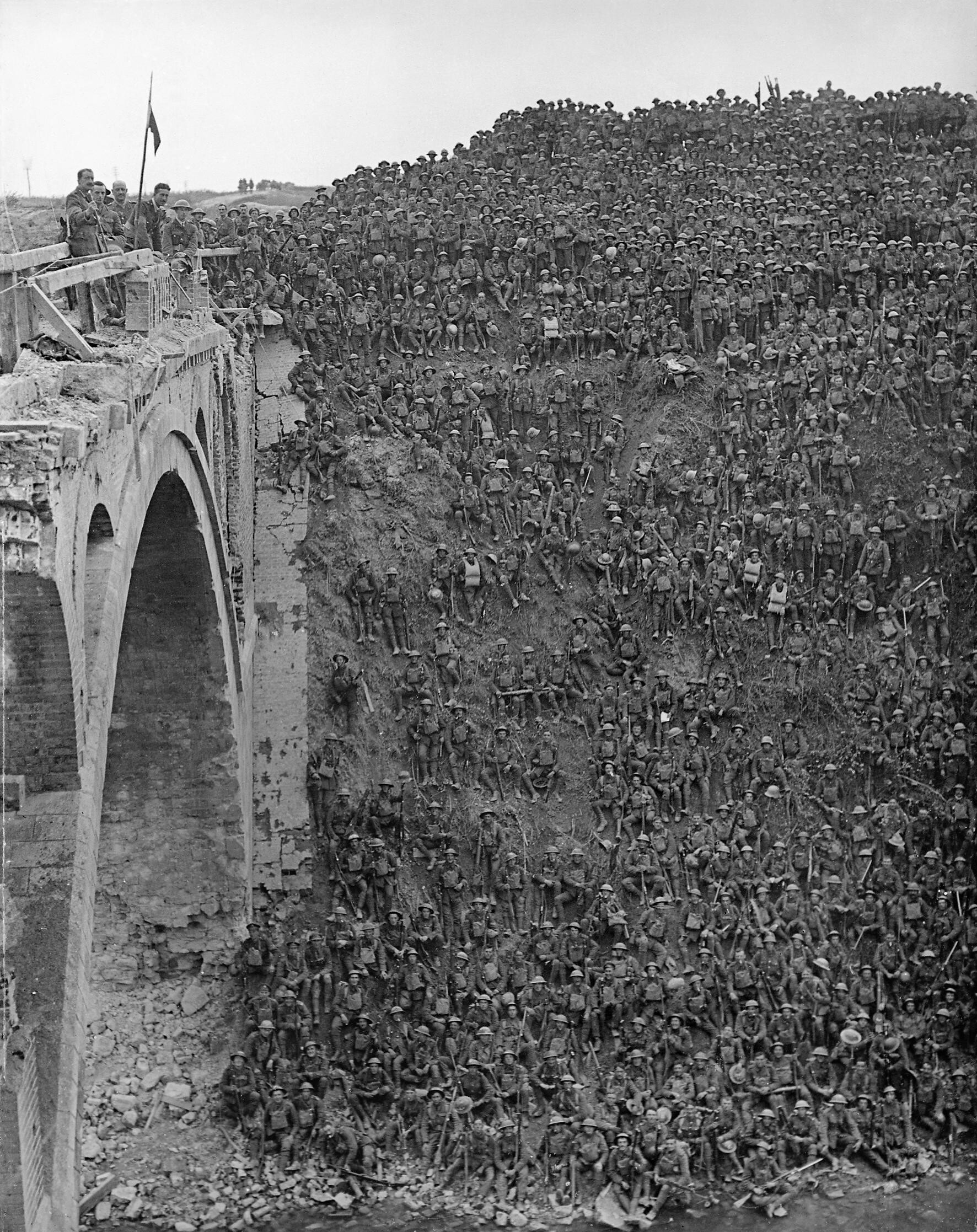
General J V Campbell hält eine Rede zu der 137th Brigade (46th Division) am 2. Oktober 1918
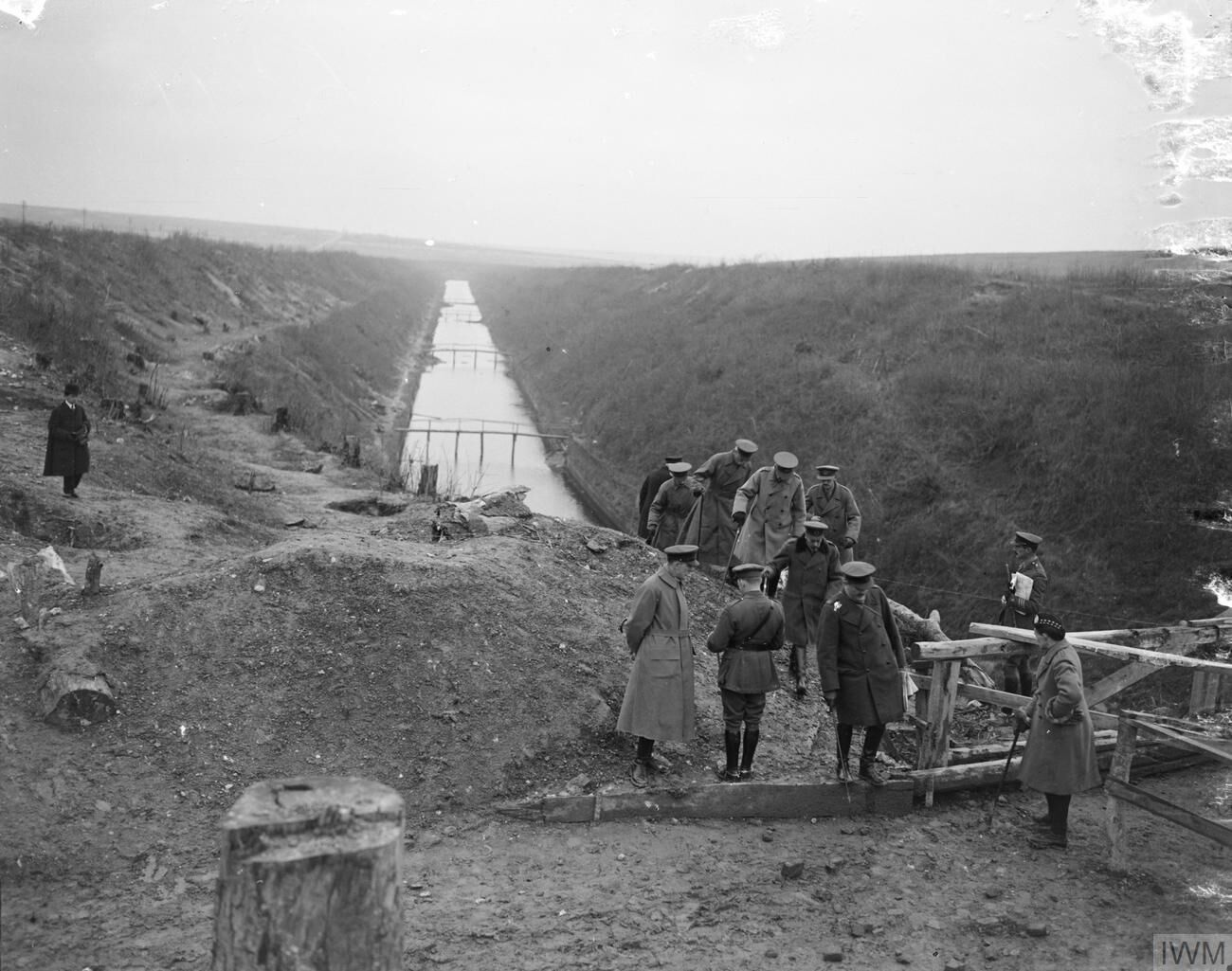
König Georg V. mit seinem Gefolge am 2. Dezember 1918.
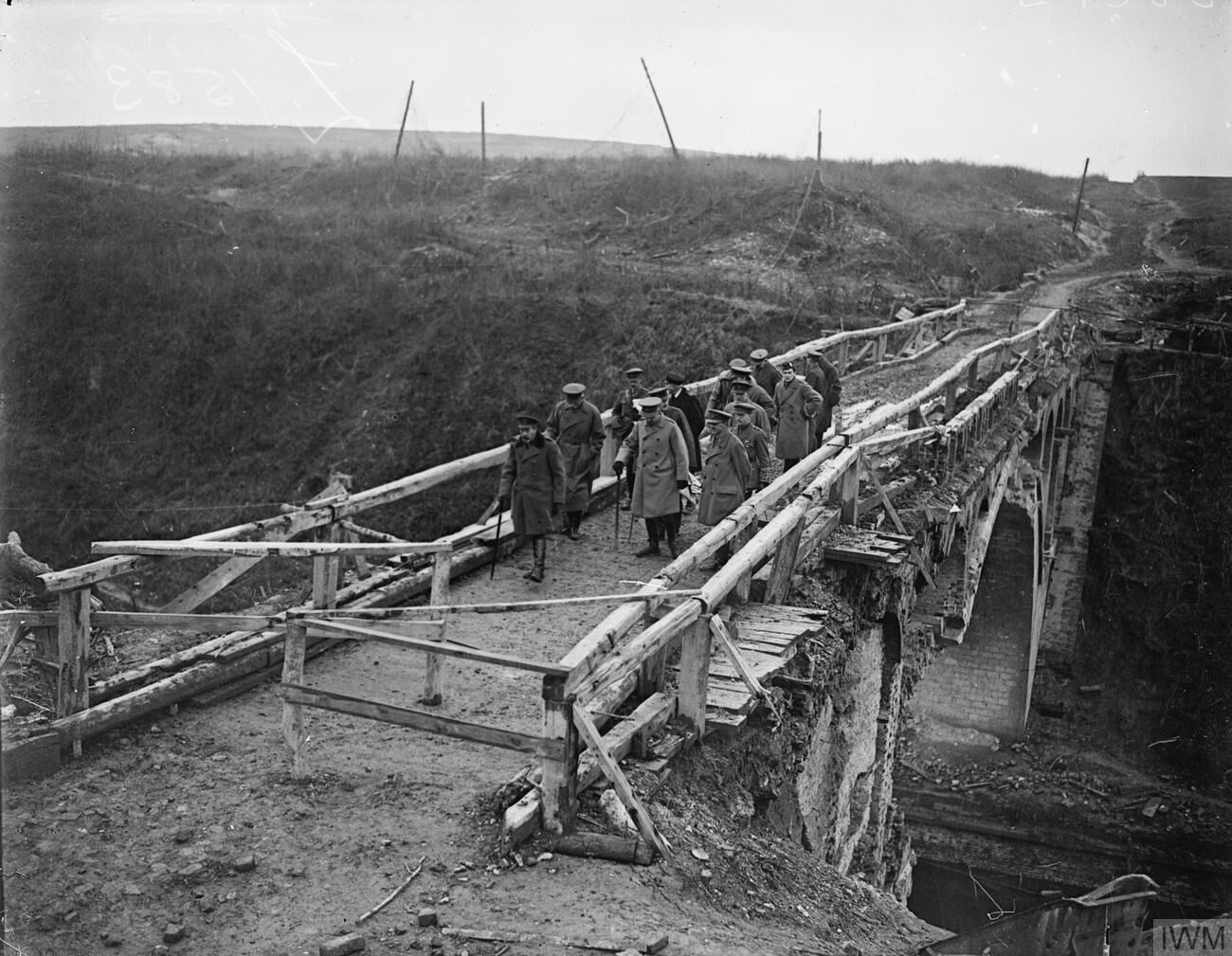
König Georg V. überquert mit Captain A H Charlton die Brücke.
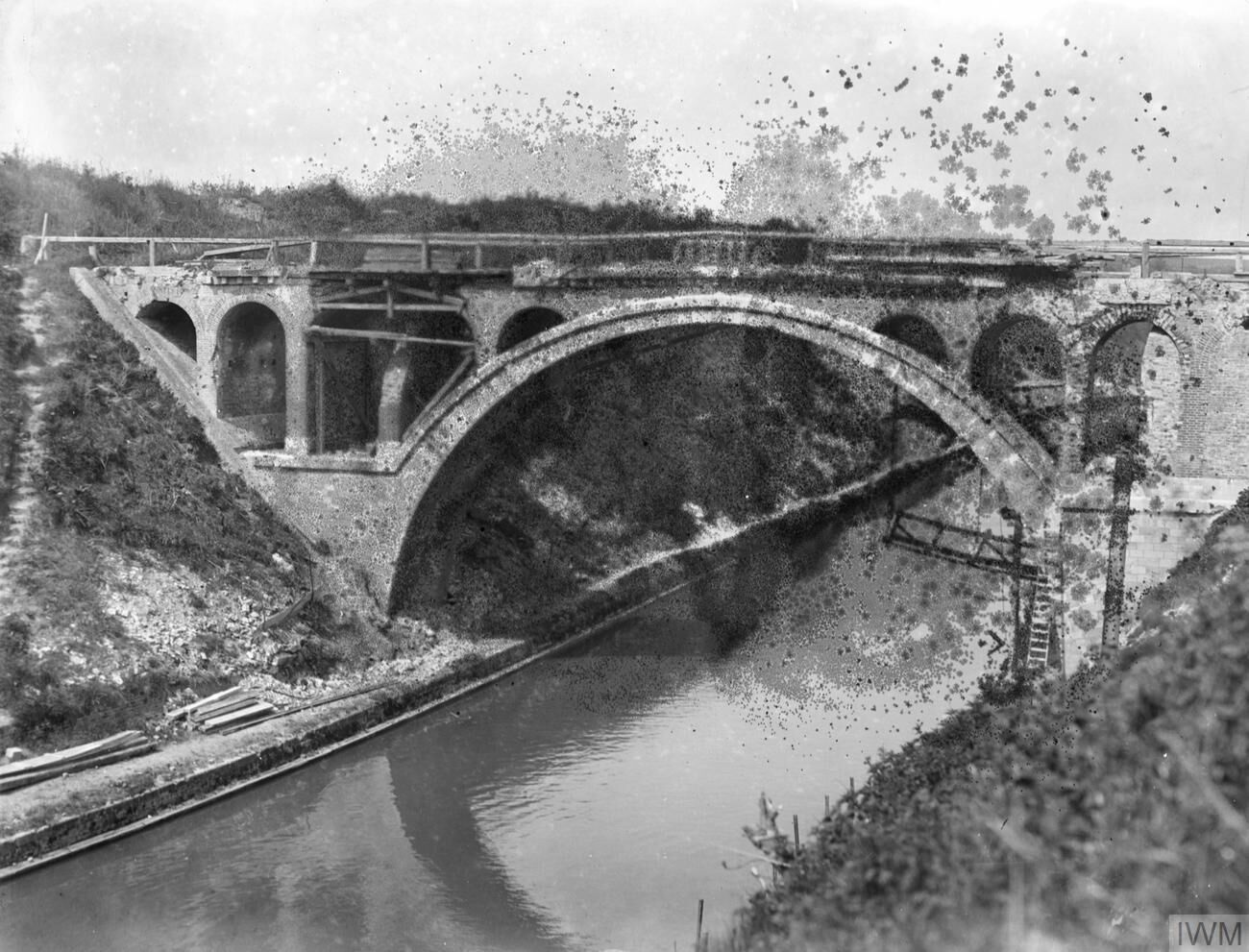
Die Riquevalbrücke 1920
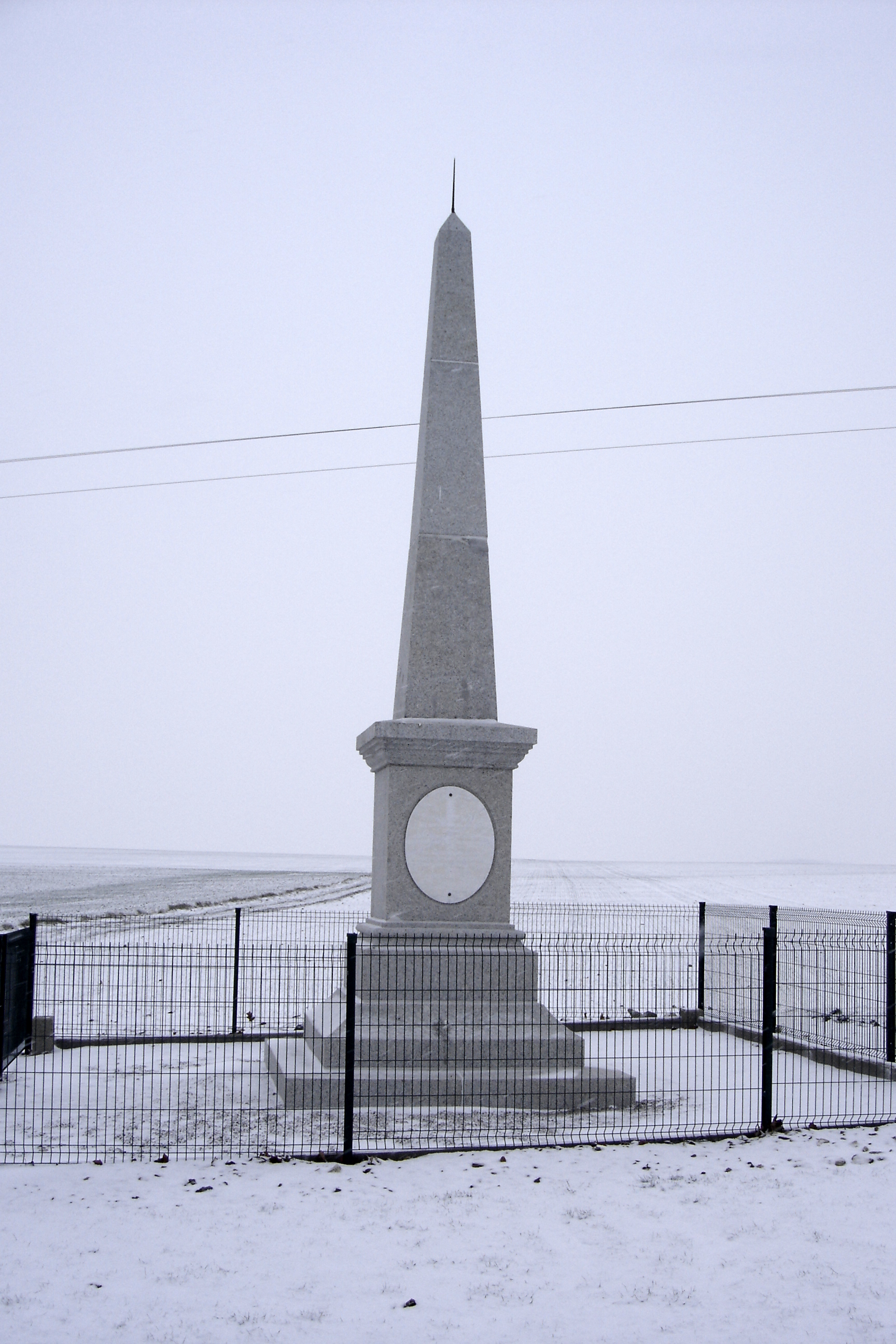
Ehrenmal der 46th Division bei Bellenglise im Dezember 2010